# أوغستين جينس
أوغستين جينس (بالفرنسية: Augustin Gensse) مواليد 10 أغسطس 1983 في فرنسا، هو لاعب كرة مضرب فرنسي بدأ مسيرته كمحترف سنة 2001 يلعب باليد اليمنى. أعلى تصنيف له في الفردي كان المركز الـ 139 في سنة 2012. أعلى تصنيف له في الزوجي كان المركز الـ 363 في سنة 2008.

## وصلات خارجية
- أوغستين جينس على موقع رابطة محترفي التنس (الإنجليزية)
- أوغستين جينس على موقع الاتحاد الدولي لكرة المضرب (الإنجليزية)
- أوغستين جينس على موقع خلاصة التنس.كوم (الإنجليزية)
- أوغستين جينس على موقع إي إس بي إن.كوم (الإنجليزية)
- الموقع الرسمي